# Dimitrij Nazarov
Dimitrij „Dima“ Nazarov (aserbaidschanisch Dmitri Valentin oğlu Nazarov, russisch Дмитрий Валентинович Назаров ‚Dmitri Walentinowitsch Nasarow‘; * 4. April 1990 in Krasnoarmejsk, Kasachische SSR, Sowjetunion; heute Tajynscha, Kasachstan) ist ein deutsch-aserbaidschanischer Fußballspieler.

## Karriere

### Vereine

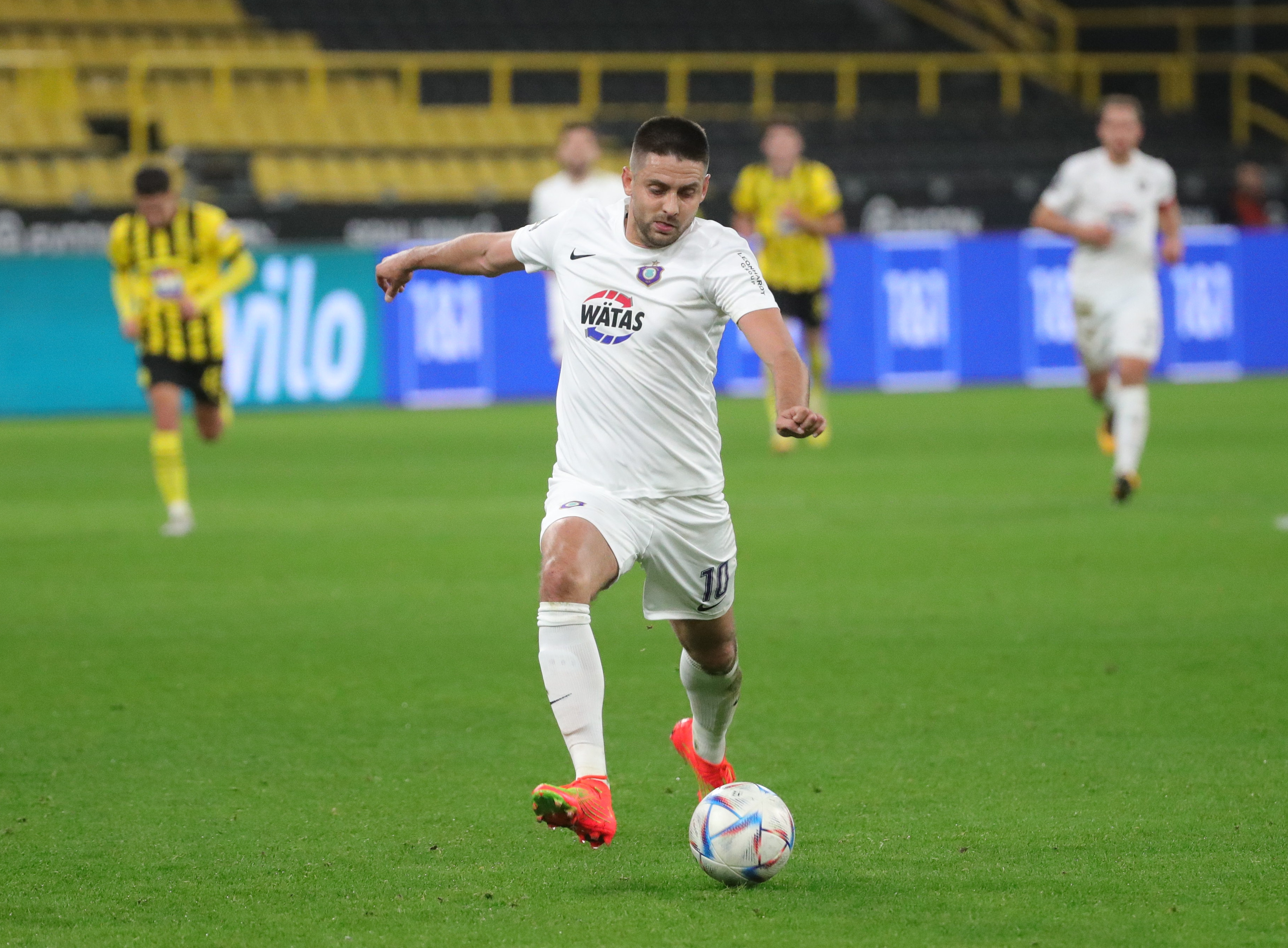
Nazarov im Auer Trikot (2022)

In seiner Jugend spielte Nazarov für Wormatia Worms und den 1. FC Kaiserslautern. 2009 rückte er in den Kader der zweiten Mannschaft des 1. FC Kaiserslautern auf. Im Sommer 2010 wechselte er zur zweiten Mannschaft von Eintracht Frankfurt, für die er bis 2012 39 Punktspiele bestritt und elf Tore erzielte. Zur Saison 2012/13 wurde er vom Drittligisten Preußen Münster verpflichtet, für den er 36 von 38 Punktspiele bestritt. Bereits im ersten Saisonspiel am 21. Juli 2012, beim 2:0-Sieg im Heimspiel gegen Wacker Burghausen, erzielte er sein erstes (von insgesamt sechs) Toren und war mit der Torvorlage zum 2:0 maßgeblich am Erfolg beteiligt. Zur Saison 2013/14 wechselte er zum Karlsruher SC, bei dem er einen bis zum 30. Juni 2016 gültigen Vertrag unterschrieb. Nach Saisonende wurde sein auslaufender Vertrag nicht verlängert. Daraufhin schloss sich Nazarov dem Zweitligaaufsteiger FC Erzgebirge Aue an. Zur Saison 2023/24 wechselte er zu Kickers Offenbach.

### Nationalmannschaft
Anfang September 2012 nahm Berti Vogts Kontakt zu Nazarov auf und bot ihm an, für die aserbaidschanische Fußballnationalmannschaft aufzulaufen. Da der in der Sowjetunion geborene Nazarov zu diesem Zeitpunkt nur einen deutschen Pass besaß, hätte er auch für alle anderen Nachfolgestaaten der Sowjetunion spielen können. Im WM-Qualifikationsspiel gegen Russland sollte Nazarov erstmals im Kader Aserbaidschans stehen. Der aserbaidschanische Verband schaffte es jedoch nicht rechtzeitig, für ihn einen Pass zu besorgen, weshalb er wieder abreiste. Am 27. Mai 2014 debütierte er bei einem Freundschaftsspiel gegen die USA schließlich für die aserbaidschanische Fußballnationalmannschaft. Seinen ersten Treffer für Aserbaidschan erzielte Nazarov am 9. September 2014 im Qualifikationsspiel für die Europameisterschaft 2016 bei der 1:2-Niederlage gegen Bulgarien. Am 26. März 2017 schoss Nazarov bei der 1:4-Niederlage gegen die deutsche Nationalmannschaft in Baku das Tor für Aserbaidschan. Es war das erste Gegentor für die Fußballauswahl Deutschlands im Verlauf der Qualifikation für die Weltmeisterschaft 2018.